# Magui Bétemps
Pour les articles homonymes, voir Bétemps.
Magui Bétemps (8 janvier 1947 - 19 novembre 2005) est une chanteuse valdôtaine. Ses chansons, du genre folk, sont écrites en francoprovençal valdôtain et en français.

## Biographie
De son vrai nom Marie Rita Maquignaz, elle naît à Ivrée le 8 janvier 1947, mais elle est originaire de Valtournenche.
Elle commence à se faire connaître en Vallée d'Aoste par ses chansons qui dénoncent la démarche suivie pendant la période du second après-guerre, caractérisée par des contacts toujours plus fréquents avec le Piémont et en général avec l'Italie, entraînant la perte progressive des valeurs traditionnelles de la communauté alpine, de l'usage du patois valdôtain, ainsi que de la langue française, et le bouleversement des anciens équilibres, comme l'exil vers les agglomérations urbaines du fond de la vallée et l'abandon des villages de haute montagne.
Elle marie Alexis Bétemps, l'un des plus importants savants et connaisseurs de l'histoire, de la civilisation et du folklore valdôtains, président du Centre d'études francoprovençales « René Willien » de Saint-Nicolas. Ils s'installent à Saint-Christophe, où Magui collabore avec la compagnie théâtrale locale Lé badeun de Choueley (= Les bordéliques de Sorreley). En souvenir de cette expérience, l'assessorat régional de la culture, ensemble avec l'Association Vignolet d'Arnad et la Fédérachòn valdoténa de téatro populéro, ont créé le Concours d'écriture théâtrale Magui Bétemps, discerné chaque année à l'auteur de la meilleure pièce inédite en francoprovençal valdôtain.
Elle meurt prématurément à l'âge de 58 ans, le 19 novembre 2005.

## La critique
L'esprit des chansons de Magui peut être perçu de deux façons différentes : d'un côté, une mélancolie subtile, une nostalgie du passé face aux bouleversements du présent ; de l'autre, un reproche aux Valdôtains, qui se sont fait « conquérir par les étrangers » (les Italiens), non seulement de point de vue économique, mais aussi social et linguistique. Tout de même, à côté de cette critique, elle n'a jamais manqué d'ajouter son espoir d'un changement, d'une "reprise de conscience" de la part de son peuple.

## Citations
Une caractéristique du caractère de Magui Bétemps était sa force et sa façon de dire toujours ce qu'elle pensait, directement et franchement, parfois en dévoilant ainsi des problèmes épineux de sa région.
- « Nous avons trente ans d’autonomie et puis tant de politiciens, les coupons pour l’essence et le café (…) nous avons les barrages et les centrales et les subsides de la Région. Nous avons les TIRs[2]  et le tourisme et la spéculation immobilière... Oui mais alors qu’est-ce qu’il nous manque ? UNE BONNE PAIRE DE… » (Chanson Ce qui manque aux Valdôtains)
- « Toi, institutrice, toi, professeur, apprends à tes élèves l’histoire, la valeur, le respect de notre terre, de notre culture… Toi, maman, parle notre langue à ton petit..Toi, politicien, défends-nous ; toi, mieux que les autres tu peux le faire ; toi, mieux que les autres, tu pourrais nous l’apprendre. » (Chanson Qu’est-ce qu’un bon Valdôtain)
- « Mais moi j’aime mon patois, mon français et les montagnes autour de moi, je me sens Italienne oui, mais encore plus Valdôtaine. »[1]

## Discographie
Puisque l'activité de Magui Bétemps était celle d'une chansonnière libre et souvent incomprise, il est impossible de rédiger sa discographie. Toutefois, le 17 juillet 2006, les plus importants chanteurs valdôtains se sont réunis au théâtre Giacosa à Aoste pour un concert qui a été publié sous le titre L'oiseau chante encore - Souvenir de Magui Bétemps (du premier vers « L'oiseau ne chante plus », de la chanson Une fable de nos jours), qui s'impose aujourd'hui comme la référence pour ceux qui désirent connaître ses chansons.